# Wœrth
Wœrth é uma comuna francesa na região administrativa de Grande Leste, no departamento Baixo Reno. Estende-se por uma área de 6,48 km². Em 2010 a comuna tinha 1 769 habitantes (densidade: 273 hab./km²).